# 大维勒诺克斯
大维勒诺克斯（法語：Villenauxe-la-Grande，法語發音：[vilnoks la ɡʁɑ̃d]）是法国奥布省的一个市镇，属于塞纳河畔诺让区。

## 地理
大维勒诺克斯（48°35'28"N, 3°33'27"E）面积18.05 平方千米，位于法国大東部大區奥布省，该省份为法国中北部省份，北起马恩省，西接塞纳-马恩省，西南至约讷省，东南至科多尔省，东临上马恩省。
与大维勒诺克斯接壤的市镇（或旧市镇、城区）包括：巴尔比斯、蒙波捷、普莱西巴尔比斯、蒙热诺、内勒拉勒波斯特、卢昂-维勒格吕-方丹。

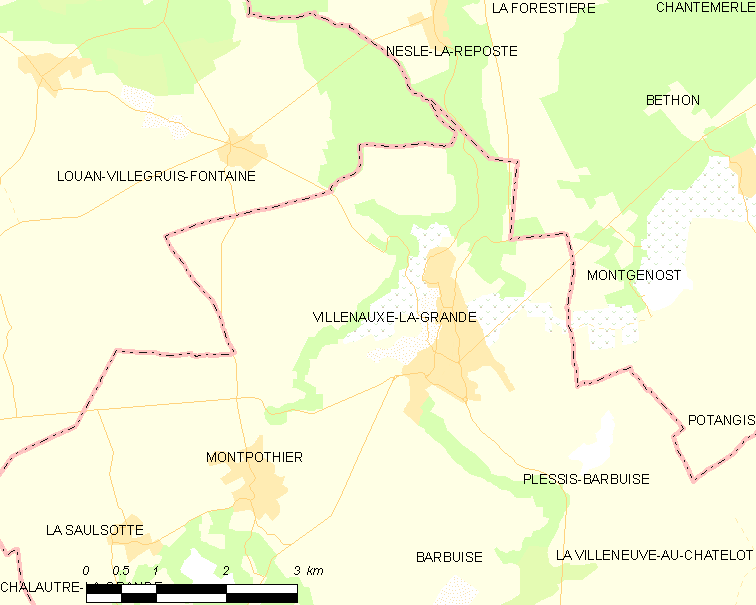
大维勒诺克斯的OSM定位图

大维勒诺克斯的时区为UTC+01:00、UTC+02:00（夏令时）。

## 行政
大维勒诺克斯的邮政编码为10370，INSEE市镇编码为10420。

## 政治
大维勒诺克斯所属的省级选区为塞纳河畔诺让县。

## 人口

1962-2008年间大维勒诺克斯人口变化图示

大维勒诺克斯于2022年1月1日时的人口数量为2604人。